# エレクトリック・ドリームズ
『フィリップ・K・ディックのエレクトリック・ドリームズ』、あるいは『エレクトリック・ドリームズ』はフィリップ・K・ディックの短編に基づいた、アメリカ合衆国とイギリス共同製作のSFドラマ・アンソロジー・シリーズである。

## 概要
各話ごとにディックの異なる短編を原作とし、監督、脚本家、出演者が異なる。イギリスおよびアメリカ合衆国の脚本家によって書かれた10話からなる。
イギリスのchannel 4で2017年9月17日から放送され、アメリカ合衆国や日本では2018年1月12日にAmazonビデオで公開された。

## キャスト
| 登場話 | 役名                   | 俳優                         | 日本語吹替   |
| ------ | ---------------------- | ---------------------------- | ------------ |
| 1      | サラ                   | アンナ・パキン               | 小島幸子     |
| 1      | ジョージ               | テレンス・ハワード           | 楠大典       |
| 2      | エミリー               | ジュノー・テンプル           | 武田華       |
| 2      | コンラッド             | デビッド・ライオンズ         | 江川央生     |
| 2      | ペライン               | ジェイ・ポールソン           | 杉山紀彰     |
| 2      | アリス                 | ジャネール・モネイ           | 五十嵐麗     |
| 3      | サイラス・へリック大佐 | ブライアン・クランストン     | 牛山茂       |
| 3      | ヴェラ                 | エッシー・デイヴィス         | 岡寛恵       |
| 3      | オリン将軍             | リアム・カニンガム           | 石住昭彦     |
| 4      | エド・モリス           | スティーブ・ブシェミ         | 多田野曜平   |
| 4      | ジル                   | サイズ・バベット・クヌッセン | 玉川砂記子   |
| 4      | サリー・モリス         | ジュリア・デイヴィス         | 八十川真由野 |
| 5      | ロス捜査官             | リチャード・マッデン         | 相原嵩明     |
| 5      | オナー                 | ホリデイ・グレインジャー     | 高橋理恵子   |
| 6      | フォスター・リー       | アナリース・バッソ           | 優希知冴     |
| 6      | アイリーン             | モーラ・ティアニー           |              |
| 6      | イーサン               | コナー・パオロ               |              |
| 6      | オーディン             | マーティン・ドノヴァン       |              |
| 7      | 父                     | グレッグ・キニア             |              |
| 7      | 教師                   | テリー・キニー               |              |
| 7      | 母                     | ミレイユ・イーノス           | 佐々木優子   |
| 8      | イルマ・ゴードン       | ジェラルディン・チャップリン | 沢田敏子     |
| 8      | イートン               | ジャック・レイナー           | 高橋英則     |
| 8      | アンドリュース         | ベネディクト・ウォン         | 田中英樹     |
| 9      | エド                   | ティモシー・スポール         | 田原アルノ   |
| 9      | リンダ                 | タペンス・ミドルトン         | 生天目仁美   |
| 9      | マルティーヌ           |                              | 鈴木弘子     |
| 10     | フィルバート           | メル・ロドリゲス             | 浅倉英介     |
| 10     | 候補者                 | ヴェラ・ファーミガ           | 野沢由香里   |

## エピソード
channel 4での放送順と、Amazonビデオのエピソード番号は異なり、以下は後者に基づいて記述する。
| Amazonビデオの エピソード番号 | channel 4の放送順 | 日本語題 原題                              | 監督                   | 脚本                          | 原作                                                 |
| --- | ----------------- | ------------------------------------------ | ---------------------- | ----------------------------- | ---------------------------------------------------- |
| 1 | 5                 | "真生活" "Real Life"                       | ジェフリー・ライナー   | ロナルド・D・ムーア           | 展示品 Exhibit Piece                                 |
| 未来の女性警官であるサラ(アンナ・パキン)は、同僚をコリンズに殺された罪悪感から仮想現実に逃げて、現代のゲーム会社の経営者であるジョージ(テレンス・ハワード)となる。ジョージは医者のポーラ(ララ・パルヴァー)と不倫中に妻ケイティー(レイチェル・レフィブレ)をコリンズに殺された罪悪感に悩み、仮想現実に逃げてサラになりケイティーをレズビアン相手とする。二人はそれぞれコリンズを追いかけ、自分の世界が実は仮想現実ではないかと疑い始める。ジョージがポーラに諭されて仮想現実をあきらめると、サラは仮想現実の中に閉じ込められて意識を取り戻さなくなる。 |                   |                                            |                        |                               |                                                      |
| 2 | 8                 | "自動工場" "Autofac"                       | ピーター・ホートン     | トラヴィス・ビーチャム        | 自動工場 Autofac                                     |
| エミリー(ジュノー・テンプル)はミサイルが都市を破壊するのを見る。数十年後、大陸間戦争で地球は荒廃し、人類の数は減少している。だが自動工場は生産を続け、資源を浪費し環境を汚染し続ける。エミリー、コンラッド(デビッド・ライオンズ)、アヴィらは自動工場に生産停止を求めるが、自動工場の代表のロボットのアリス(ジャネール・モネイ)は拒否する。エミリーはアリスをハッキングして、コンラッドらとともに自動工場に侵入する。工場内でアリスは、戦後に人類が絶滅し、自動工場がすべての人類をロボットに置き換え、人間だと思い込ませていたと語る。アリスはエミリーをシステムにつなぎ、不具合を解析しようとする。工場の設計者の人格をもとに作られ、自分をロボットだと知っていたエミリーが、ウイルスで工場を停止させる。エミリーは恋人アヴィの元に戻る。                                                       |                   |                                            |                        |                               |                                                      |
| 3 | 6                 | "人間らしさ" "Human Is"                    | Francesca Gregorini    | Jessica Mecklenburg           | 人間らしさ Human Is                                  |
| 未来の地球の大気は汚染され、浄化のために必要な水を奪うためサイラス・へリック大佐(ブライアン・クランストン)がレクサー4星に送られる。船は残虐なレクサー人に襲撃され、サイラスと一人の部下だけが地球に戻る。サイラスと不和であった妻のヴェラ(エッシー・デイヴィス)は、急に優しくなった夫に戸惑う。船にレクサー人が侵入したことが分かり、オリン将軍(リアム・カニンガム)はサイラスらがレクサー人に乗っ取られたメタモーフだと疑って逮捕させ、裁判にかける。ヴェラが夫をかばったために告発され、サイラスは妻への告発を取り下げる条件で自分がメタモーフであることを告白するが、自己犠牲を認められて人間だと認定され無罪となる。ヴェラはサイラスにメタモーフであることを知っていると語る。 |                   |                                            |                        |                               |                                                      |
| 4 | 4                 | "クレイジー・ダイアモンド" "Crazy Diamond" | Marc Munden            | Tony Grisoni                  | CM地獄 Sales Pitch                                   |
| エド・モリス(スティーブ・ブシェミ)は男型のジャック、女型のジルの合成人間と彼らに意識を与えるQC(量子意識)を売る会社に勤める。有効期限の迫ったジルに、10個のQCを会社から盗み出す手助けを依頼される。 |                   |                                            |                        |                               |                                                      |
| 5 | 1                 | "フード・メーカー" "The Hood Maker"        | ジュリアン・ジャロルド | Matthew Graham                | フード・メイカー The Hood Maker                      |
| テクノロジーの後退した未来のロンドンを舞台とする。ティープと呼ばれる顔に痣のある読心能力者は一般人から差別され、ゲットーに住む。抑圧的な自由連合政府はティープを利用して民衆を監視する。一般人のロス捜査官(リチャード・マッデン)はティープの女性オナー(ホリデイ・グレインジャー)を相棒とし、フード・メーカーなる人物が、被ることで読心能力を遮蔽するフードを作って配り、政府による監視を難しくしている事態を捜査する。二人は親密になるが、オナーは読心能力をブロックする訓練を受けたロスが自分を欺いていたことを知る。 |                   |                                            |                        |                               |                                                      |
| 6 | 9                 | "安全第一" "Safe and Sound"                | アラン・テイラー       | Kalen Egan and Travis Sentell | フォスター、お前はもう死んでるぞ Foster, You're Dead |
| 未来のアメリカは西部の自由な社会と東部の管理社会に別れ対立する。16才のフォスター・リー(アナリース・バッソ)は、交渉のために東部にやってきた母のアイリーン(モーラ・ティアニー)と共に、西部の小都市のバブルスから東部の大都市に引っ越す。東部ではテロリストの脅威が強調され、学校では誰もがシミ社のデックスと呼ばれるウェアラブル追跡装置をつける。母に逆らってデックスを手に入れたフォスターは、デックスのサポート係のイーサン(コナー・パオロ)と会話をするうちに親しくなる。イーサンはフォスターを誘導して母親や他の学生を疑うように仕向け、やがてフォスターをテロ事件容疑者として逮捕させる。そこから母親を逮捕してテロ事件をでっち上げ、シミ社によるセキュリティ管理をさらに強化する。イーサンは、東部の有力者でアイリーンと対立するオーディン(マーティン・ドノヴァン)の部下であることが分かる。 |                   |                                            |                        |                               |                                                      |
| 7 | 10                | "父さんに似たもの" "The Father Thing"      | Michael Dinner         | Michael Dinner                | 父さんもどき The Father Thing                        |
| チャーリーは父(グレッグ・キニア)とキャンプに行き、夜に隕石が落ちるのを見る。その後父親は奇妙なふるまいを見せるようになる。ネットでは人々が乗っ取られていることが話題になる。学校では妻が乗っ取られたと言い残して教師(テリー・キニー)が自殺する。チャーリーは友人に助けを求めて父親を暴いて倒し、森の中で人々が育てられる莢を見つけて燃やし、家に戻って母(ミレイユ・イーノス)に迎えられる。 |                   |                                            |                        |                               |                                                      |
| 8 | 2                 | "ありえざる星" "Impossible Planet"         | David Farr             | David Farr                    | ありえざる星 Impossible Planet                       |
| 遠い未来、人類は宇宙に広がるが、地球は見捨てられその座標さえ知られていない。余命わずかな老女イルマ・ゴードン(ジェラルディン・チャップリン)は、二人の宇宙ツアー・ガイド、ノートン(ジャック・レイナー)とアンドリュース(ベネディクト・ウォン)に、大金を払って地球に連れていくよう求める。二人は地球に似た惑星を探し出し、イルマを連れていく。イルマはノートンが地球に住んでいた祖父そっくりであると明かす。イルマとノートンは惑星に着き、地表を歩く。 |                   |                                            |                        |                               |                                                      |
| 9 | 3                 | "地図にない町" "The Commuter"              | Tom Harper             | Jack Thorne                   | 地図にない町 The Commuter                            |
| 駅員のエド(ティモシー・スポール)は精神障害の息子に悩む。リンダ(タペンス・ミドルトン)という女が存在しない駅メイコン・ハイツへの切符を買おうとし、直後に姿を消す。エドが列車に乗ると、メイコン・ハイツのあたりで乗客が飛び降り、そこには人々が皆幸せに暮らす街がある。エドが家に戻ると、息子は存在していない。街の建設計画がとん挫しており、リンダは計画者の娘であると知る。エドはメイコン・ハイツに行き、息子を返してくれとリンダに頼む。 |                   |                                            |                        |                               |                                                      |
| 10 | 7                 | "よそ者を殺せ" "Kill All Others"           | Dee Rees               | Dee Rees                      | 吊るされたよそ者 The Hanging Stranger                |
| 2054年、北アメリカは単一国家となり、大統領選挙はただ一人の候補者を選ぶだけのものになっている。社会には3Dのビデオ広告があふれる。ある夜、工場の品質管理者であるフィルは、TVで候補者(ヴェラ・ファーミガ)が「よそ者を殺せ」と呼びかけ、そのスローガンが画面に出たことに気づく。だがほかの人々は気づいていない。街中の看板にも同じスローガンを見る。フィルは精神状態を疑われ始め、相次いでトラブルを起こし、ついには"よそ者"として警察に追われる。 |                   |                                            |                        |                               |                                                      |